# 戴鸿慈墓
戴鸿慈墓，位于中国广州市白云山白云索道上出口处。为广州市文物保护单位，类型为近现代重要史迹及代表性建筑，公布时间为1993年8月。
戴鴻慈（1853年－1910年），字少怀，广东南海人。清末军机大臣，立宪派人士。墓葬建於宣統二年（1910年）。